# マヤ・エア

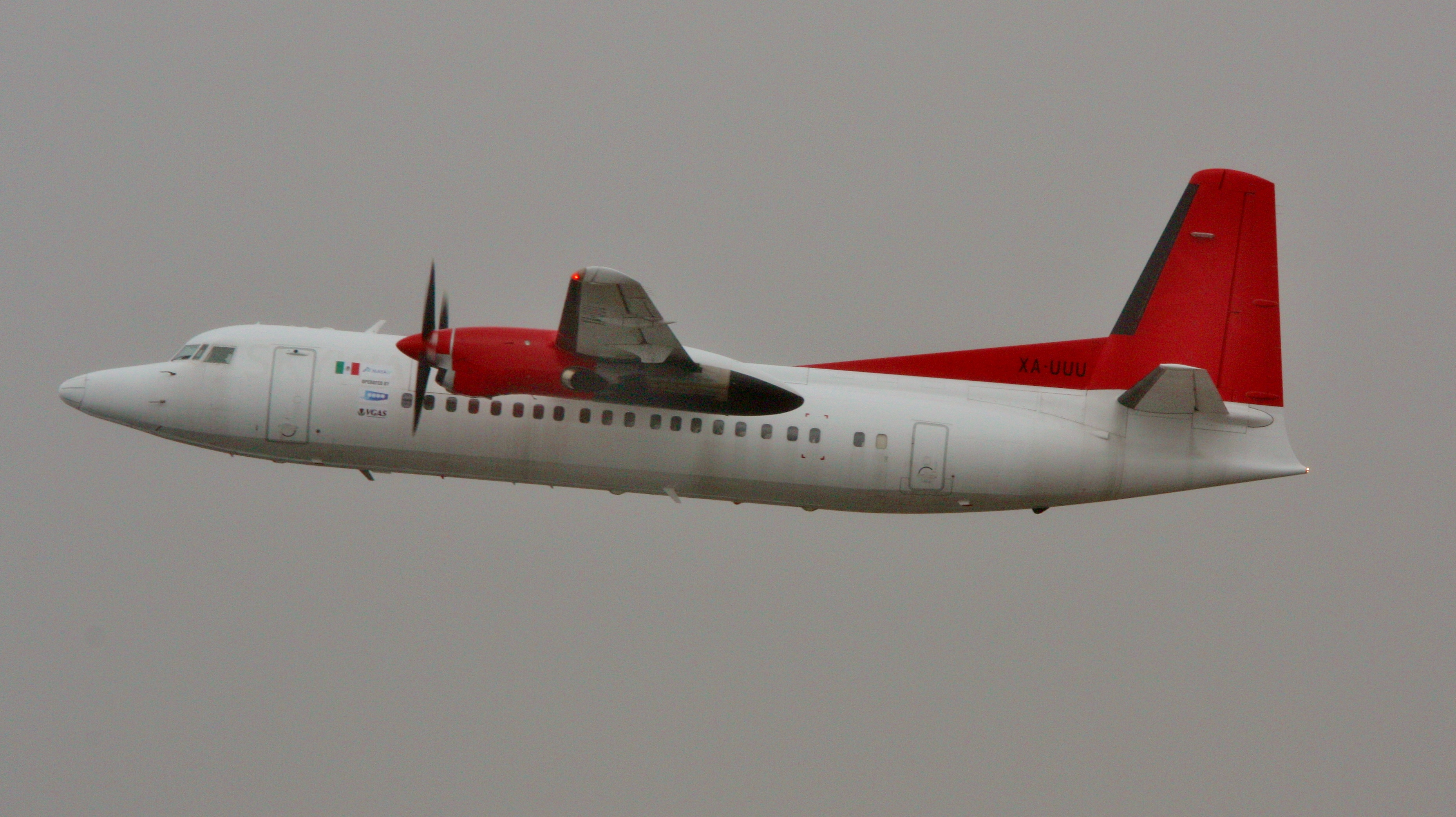
フォッカー 50

マヤ・エア（MAYAir）はメキシコのカンクン国際空港を拠点空港とし、ユカタン半島内の路線を運行する地域航空会社である。

## 歴史
1994年にメキシコのカリブ海主要観光地域における輸送を目的にチャーター便の運行会社として設立された。 2008年1月以降、カンクン、コスメル間の定期便の運行を行っている。2009年2月にロマス・トラベル・グループの一部となった。

## 就航都市[1]
- メキシコ
  - カンクン
  - コスメル
  - チェトゥマル
  - メリダ
  - ビジャエルモサ

## 保有機材[2]
- セスナ 206（定員5名）
- セスナ 402（英語版）（定員9名）
- ドルニエ 228（定員19名）
- フォッカー 50（定員50名）